# لوتی گوسلار
لوتی گوسلار (انگلیسی: Lotte Goslar؛ ۲۷ فوریهٔ ۱۹۰۷ – ۱۶ اکتبر ۱۹۹۷) رقصندهٔ آلمانی-آمریکایی بود. او برای اجرا با سبک کمدی عجیب و غیرمعمول مشهور بود. مریلین مونرو در دههٔ ۱۹۴۰ یکی از شاگردان او بود.